# Макфорд (Вісконсин)
Макфорд (англ. Mackford) — місто (англ. town) в США, в окрузі Ґрін-Лейк штату Вісконсин. Населення — 495 осіб (2020).

## Демографія
Згідно з переписом 2010 року, у місті мешкало 560 осіб у 208 домогосподарствах у складі 159 родин. Було 227 помешкань
Расовий склад населення:
| - 92,9 % — білих - 1,6 % — азіатів - 0,5 % — чорних або афроамериканців - 0,2 % — вихідців з тихоокеанських островів - 4,1 % — осіб інших рас |

До двох чи більше рас належало 0,7 %. Частка іспаномовних становила 6,6 % від усіх жителів.
За віковим діапазоном населення розподілялося таким чином: 23,2 % — особи молодші 18 років, 63,6 % — особи у віці 18—64 років, 13,2 % — особи у віці 65 років та старші. Медіана віку мешканця становила 40,2 року. На 100 осіб жіночої статі у місті припадало 120,5 чоловіків;  на 100 жінок у віці від 18 років та старших — 117,2 чоловіків також старших 18 років.
Середній дохід на одне домашнє господарство  становив 78 525 доларів США (медіана — 74 792), а середній дохід на одну сім'ю — 93 081 долар (медіана — 87 083). Медіана доходів становила 42 813 долари для чоловіків та 35 750 доларів для жінок. За межею бідності перебувало 3,7 % осіб, у тому числі 0,0 % дітей у віці до 18 років та 11,4 % осіб у віці 65 років та старших.
Цивільне працевлаштоване населення становило 289 осіб. Основні галузі зайнятості: виробництво — 28,0 %, роздрібна торгівля — 14,9 %, освіта, охорона здоров'я та соціальна допомога — 11,1 %, сільське господарство, лісництво, риболовля — 10,4 %.